# الحرب المضادة للغواصات

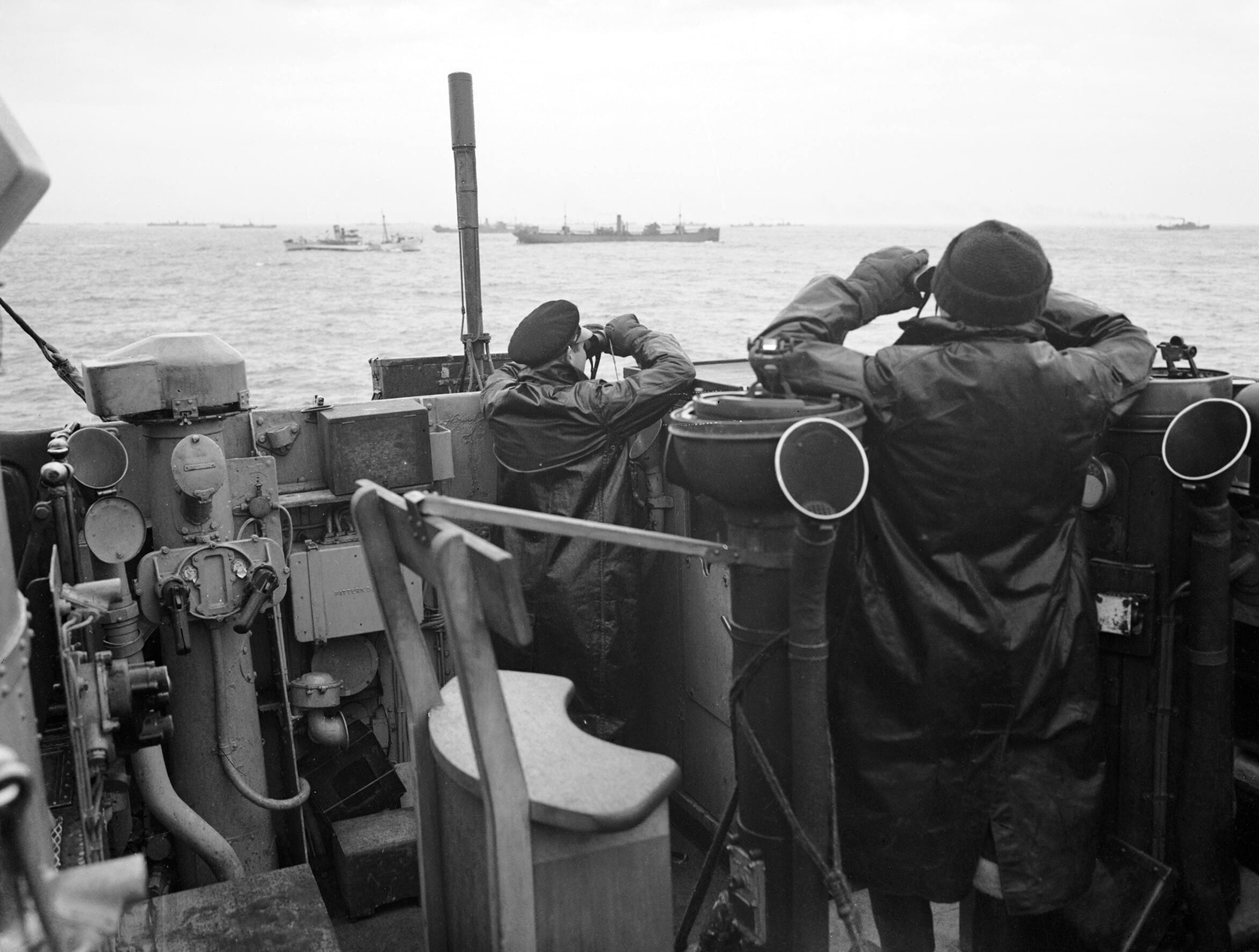

الحرب المضادة للغواصات هي فرع من الحروب تحت الماء التي تستخدم السفن الحربية السطحية أو الطائرات أو الغواصات الأخرى للعثور على غواصات العدو أو تعقبها أو ردعها أو إتلافها أو تدميرها.
تعتمد الحرب الناجحة المضادة للغواصات على مزيج من تكنولوجيا الاستشعار والأسلحة والتدريب والخبرة. تعد معدات السونار المتطورة للكشف أولاً عن الغواصة المستهدفة ثم تصنيفها وتحديد موقعها وتعقبها، عنصرًا أساسيًا في الحرب المضادة للغواصات. لتدمير الغواصات يتم استخدام كل من الطوربيدات والألغام البحرية، ويتم إطلاقها من منصات جوية وسطحية وتحت سطح الماء.

## التاريخ

### الحرب العالمية الأولى
شكلت الغواصات تهديدًا كبيرًا خلال الحرب العالمية الأولى. عملو في بحر البلطيق وبحر الشمال والبحر الأسود والبحر الأبيض المتوسط وكذلك في شمال المحيط الأطلسي. كانت السفن المستخدمة في قتالهم عبارة عن مجموعة من السفن السطحية الصغيرة والسريعة باستخدام البنادق والحظ السعيد. لقد اعتمدوا بشكل أساسي على حقيقة أن الغواصة فيتلك الأيام تقضي مظم فترتها على السطح لعدة أسباب، مثل شحن البطاريات أو عبور المسافات الطويلة. كان النهج الأول لحماية السفن الحربية هو شباك الربط التي تعلق لجانب البوارج كدفاع ضد الطوربيدات. كما تم نشر الشباك عبر مصب ميناء أو قاعدة بحرية لمنع الغواصات من الدخول أو إيقاف طوربيدات من نوع وايتهيد أطلقت على السفن. تم تزويد السفن الحربية البريطانية بكبش لإغراق الغواصات، وبالتالي غرقت غواصة يو 15 في أغسطس 1914.